# Não Adianta Chorar: Teatro de Revista Brasileiro...Oba!
Não Adianta Chorar: Teatro de Revista Brasileiro…Oba! é o título de um livro da historiadora brasileira Neyde Veneziano, que trata do Teatro de Revista no Brasil, publicado pela editora da Unicamp, na cidade de Campinas, em 1996, contendo farta ilustração, num total de 204 páginas. Integra a coleção "Viagens da Voz".

## Conteúdo
A obra procura analisar a Revista no Brasil a partir dos seus textos, abstraindo-se a ótica meramente histórica.
Em capítulos como "A Revista à Brasileira" e "Os Anos Loucos", Veneziano dá continuidade ao tema que já abordara anteriormente, no livro O Teatro de Revista no Brasil – Dramaturgia e Convenções, de 1991. A autora também identifica o uso da Meta-linguagem em algumas das peças, que trazem em si críticas à própria revista: "Ao utilizar-se sempre do popular e eficiente recurso da metalinguagem, a revista, ao mesmo tempo, divertia ecriticava a sociedade e o teatro como expressão da mesma, pois, [...] ao criticar-se o funcionamento desseteatro, criticava-se o funcionamento da sociedade." (p. 88)